# Baurene
Baurene (bułg. Баурене) – wieś w Bułgarii, w obwodzie Wraca, w gminie Kriwodoł. Według danych szacunkowych Ujednoliconego Systemu Ewidencji Ludności oraz Usług Administracyjnych dla Ludności, 15 września 2023 roku miejscowość liczyła 359 mieszkańców.

## Historia
Pozostałości archeologiczne świadczą, że w czasach starożytnych nad zboczem Fudyjskim na terenie wsi znajdowała się osada tracka lub rzymska.